# 中田征男
中田 征男（なかた ゆきお、1944年9月20日 - ）は、日本中央競馬会・栗東トレーニングセンターに所属していた厩務員。メイショウサムソンの厩務を担当した人物のひとり。

## 来歴
宮崎県出身。高校卒業後は関西の食品会社で約12年間勤務していた。
1975年ごろ、親族を頼って田所秀雄厩舎所属の厩務員となった。
1980年ごろ、高橋成忠厩舎所属となった。
2009年9月に定年となる。2012年時点では高橋義忠厩舎の手伝いをしていた。

## エピソード
息子の中田陽之は調教助手で、ウオッカを担当しており、2007年には親子で第86回凱旋門賞に挑戦となることが話題となったが、ともに断念し実現しなかった。